# Miahuatlán de Porfirio Díaz (kommun)
Miahuatlán de Porfirio Díaz är en kommun i Mexiko.   Den ligger i delstaten Oaxaca, i den sydöstra delen av landet, 400 km sydost om huvudstaden Mexico City.
Följande samhällen finns i Miahuatlán de Porfirio Díaz:
- Miahuatlán de Porfirio Díaz
- Santa Catarina Roatina
- El Ocote
- El Guayabo
- La Pila
- La Unión
- Santa Cruz Monjas
- El Ramón
- Palo Grande
- Sabino Hueco
- El Chamizo
- El Tlacuache
- El Veinte
- El Tunillo
- El Bejuco
- Agua Blanca
- Barrio del Carrizal
- El Chino
- El Nanche
- La Esperanza
- Cerro Gordo
- Barrio Dolores
- Colonia Miel del Valle
- Agua de la Peña
- La Gallina
- Abasolo
- Colonia la Soledad